# Suur Tõll
Suur Tõll (Tõll el Grande) es un héroe gigante que según la Mitología estonia habitaba en la isla báltica de Saaremaa. 

## Leyenda
Suur Tõll vivía en la aldea Tõlluste con su mujer Piret. El gigante lanzaba grandes rocas por todas partes, principalmente contra su archienemigo Vanatühi o cualquier otro enemigo de la gente de Saaremaa. Tõll fue rey de Saaremaa pero vivió como un granjero común. A menudo, visitaba a su hermano Leiger en la isla vecina de Hiiumaa. Tõll era tan grande que podía prácticamente caminar hasta allí (la distancia entre ambas islas es de en torno a 5-6 km). Su paso era de 5 sazhen (~10 metros).
Tõll siempre se mostraba amable y presto a la ayuda, pero poseía un temperamento fuerte. Le encantaba comer repollos, beber cerveza e ir a la sauna.

### Muerte
Cuando sus enemigos finalmente lo decapitaron, él mismo puso su cabeza sobre su espada y caminó hacia su tumba, la cual se supone se encuentra en algún lugar de Tõlluste. Cuando Tõll murió, prometió salir de su tumba y ayudar a la gente en caso de guerra. No obstante, unos niños se burlaron de él diciendo "Tõll, Tõll, levántate, hay una guerra en la isla". Tõll se levantó, y enfadándose juró no volver nunca más.

## Teorías
Se cree que las historias acerca de Suur Tõll están basadas en una persona muy alta que vivió en Saaremaa. A veces se le ha relacionado con una familia local de nobles alemanes llamada Toll. Se dice que varios miembros de dicha familia alcanzaron alturas muy grandes (más de 2,10 metros).

## En nuestros días
En el pueblo de Ninase hay dos viejos molinos de viento con las formas de Tõll y Piret. Los recién casados de Saaremaa acuden allí para rendir tributo a los míticos héroes de su isla.

Relativo a Suur Tõll, en Saaremaa
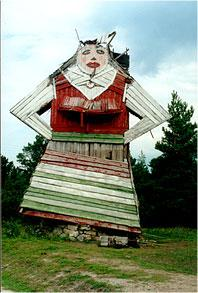
Antiguo molino transformado como Piret Ninase.
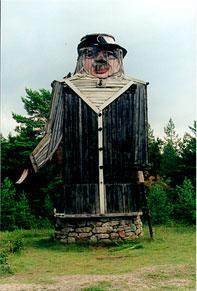
Antiguo molino transformado como Suur Tõll.
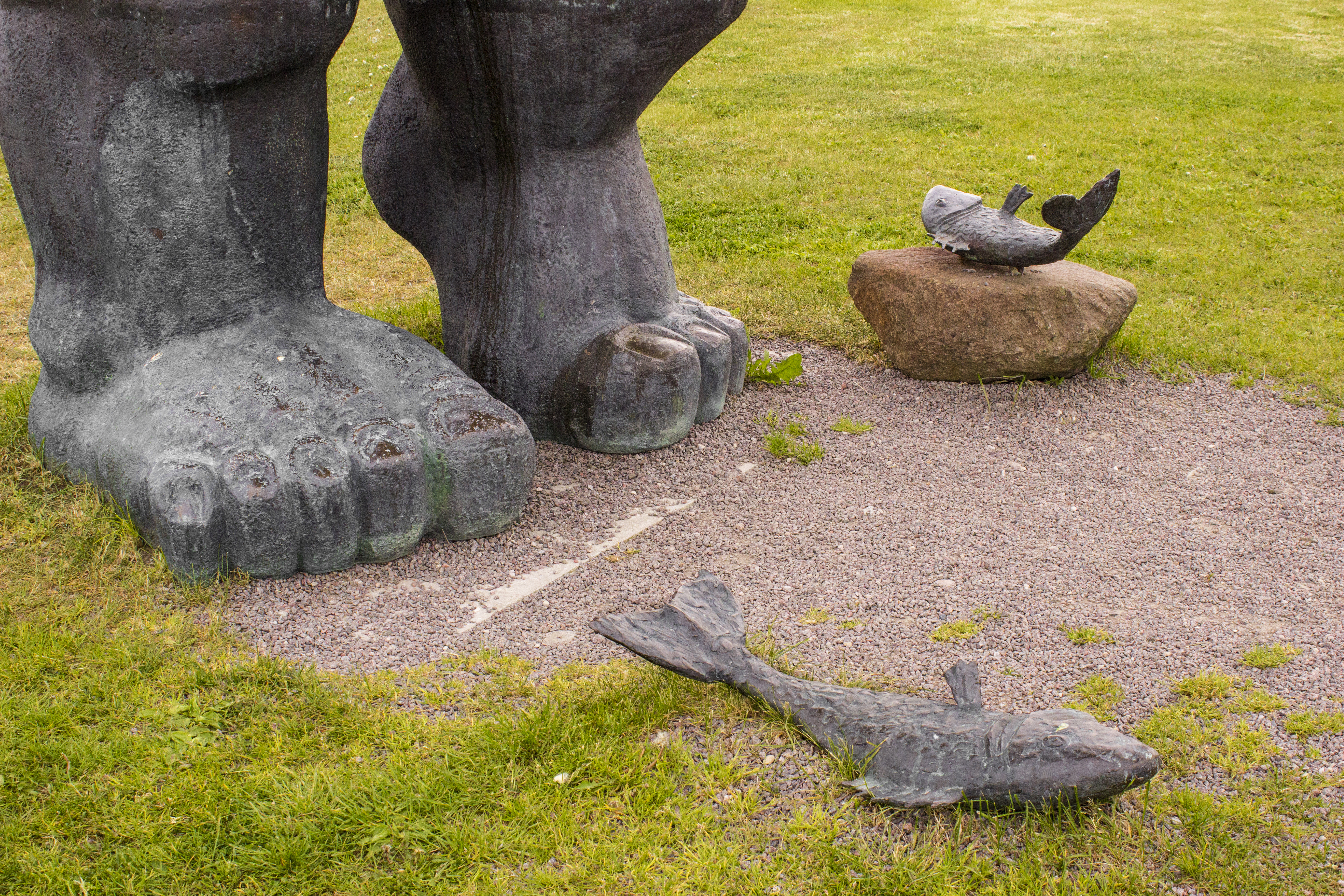
Los pies del monumento dedicado a Suur Tõll.
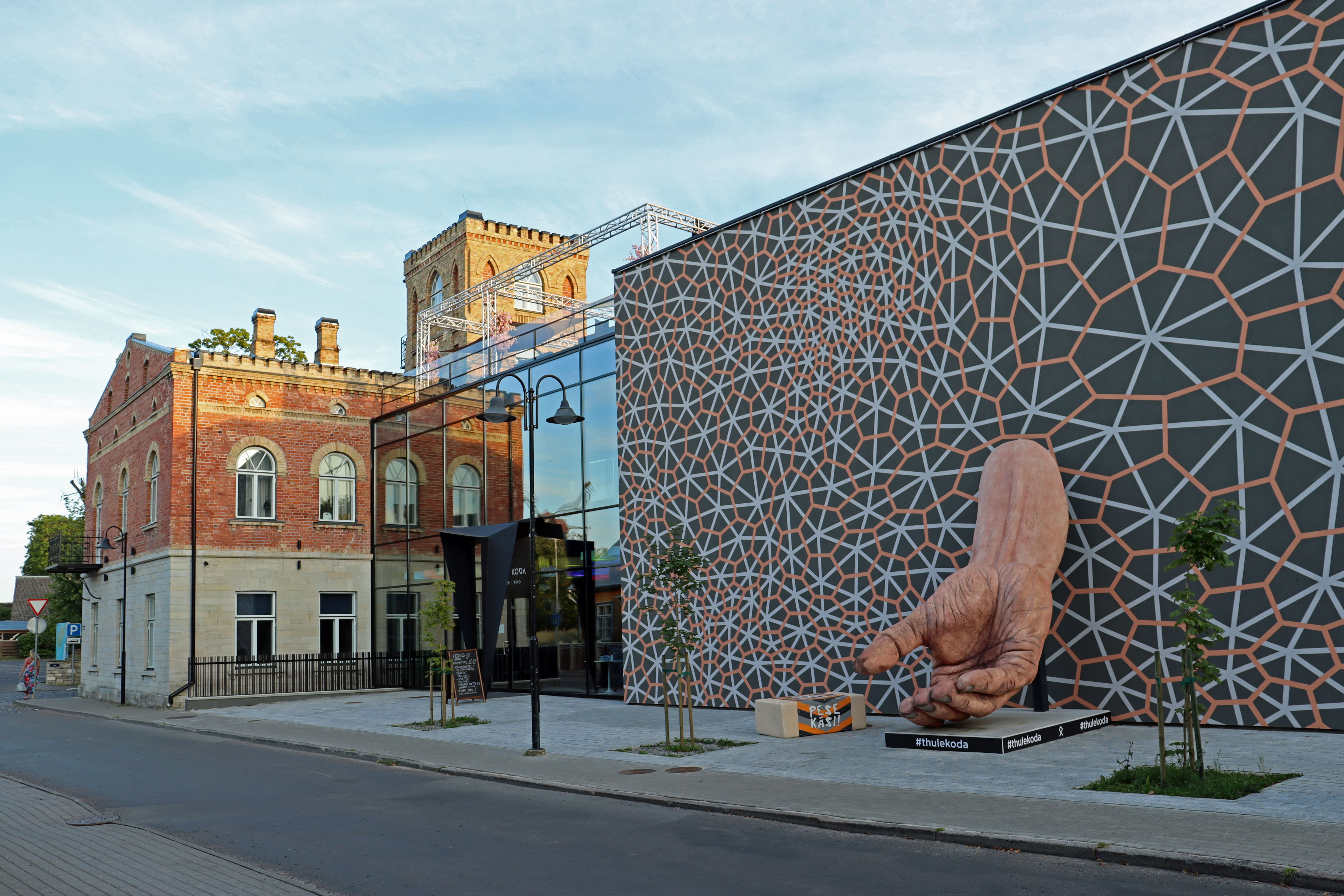
Monumento dedicado a Piret Ninase y Suur Tõll.

## La ciruela 'Suur Tõll'
La variedad de ciruela europea que fue obtenida en 1965 por los investigadores Arthur Jaama y Eevi Jaama (cada uno de ellos con el 50% de autoría) en el Centro de Investigación Hortícola Polli, dependiente del "Departamento de Ciencias de la Vida" de la Universidad de Tartu, que fue el resultado de la polinización libre de 'Liivi Kollane Munaploom', ha sido denominada en honor del mítico héroe estonio como 'Suur Tõll'.